# 驚爆點
《惊爆点》（英語：Point Break），是1991年的剧情动作片，主演者是基努·李维、派屈克·史威茲，也是李維展露头角成名作。